# Polizeiruf 110: Der Fall Lisa Murnau
Der Fall Lisa Murnau ist ein deutscher Kriminalfilm von Helmut Krätzig aus dem Jahr 1971. Der Fernsehfilm erschien als erste Folge der Filmreihe Polizeiruf 110.

## Handlung
Die Postangestellte Lisa Murnau wird während ihres Nachtdienstes niedergeschlagen und kommt mit lebensgefährlichen Verletzungen ins Krankenhaus. Der Täter entwendet rund 70.000 Mark aus dem Tresor. Die Ermittler Oberleutnant Peter Fuchs und Leutnant Vera Arndt finden im Dienstraum neben Lisa auch den jungen Harry Wolter, der alkoholisiert ist und ebenfalls niedergeschlagen worden ist. Er kann sich nicht an den Tathergang erinnern. Da er Lisa kannte und keine Tür der Postfiliale aufgebrochen wurde, ist er tatverdächtig, denn Lisa muss den Täter in die Post gelassen haben. Die Flucht des Täters geschah durch die Hintertür, in der von innen noch der Schlüssel steckt. Harry bezichtigt den Bäcker Paul Retzlaff der Tat, der zwar verheiratet ist, jedoch Gerüchten zufolge eine Affäre mit Lisa hatte.
Bald finden sich andere Verehrer der jungen Frau, die Motive für ihre Tat gehabt hätten. Schausteller Proll flirtete vor einigen Tagen mit Lisa am Schalter und suchte zudem einen Käufer für seinen Oldtimer. Proll erweist sich als Betrüger, der von mehreren Personen eine Anzahlung auf seinen Wagen erhielt und ihn mit diesem Geld erst abbezahlen konnte. Mit Zirkus und Wagen verschwindet er aus der Stadt und wird später von den Polizisten gestellt, nachdem er sich mit Peter Fuchs und Vera Arndt eine Verfolgungsjagd in der Geisterbahn geleistet hat. Auch der biedere Postamtmann Albrecht, den Lisa bei der Schicht ablöste, hätte am Geld Interesse haben können, ist sein bestellter Wagen doch da und muss von ihm bezahlt werden, da sonst die Bestellung verfällt.
Auf der Post meldet sich telefonisch ein gewisser Rudi, der sich mit Lisa verabreden will. Vera Arndt gibt sich am Telefon als Lisas beste Freundin aus und trifft sich wenig später mit Rudi, der sich als Lisas Ex-Mann entpuppt. Er will zu Lisa zurückkehren, bereut sein früheres Verhalten und gibt sich erschüttert, als er von ihren Verletzungen erfährt. Unterdessen entdecken Kinder beim Spielen das gestohlene Geld in einem stillgelegten Abwasserrohr. Peter Fuchs lässt unweit des Rohrs Erdarbeiten beginnen. Sie sollen den Täter zum Versteck des Geldes locken. Nach einigen Tagen kommt Rudi zum Geldversteck und wird festgenommen. Er gesteht den Überfall auf Lisa, die ihn am Tatabend widerwillig in die Post eingelassen hatte. Nach einem Streit schlug er sie nieder und nahm das Geld an sich, um private Schulden zu begleichen. Der betrunkene Harry klopfte wenig später an die Hintertür, um Lisa mal wieder seine Liebe zu gestehen. Rudi schlug ihn nieder und floh durch die Hintertür.
Lisa kommt im Krankenhaus zu sich und befindet sich auf dem Weg der Besserung. Sie bestätigt, dass Rudi sie niedergeschlagen hat. Als Peter Fuchs und Vera Arndt das Krankenhaus verlassen, kommen nach und nach die Bekannten und Freunde Lisas zu Besuch ins Krankenhaus, darunter Postamtmann Albrecht, Paul Retzlaff und Harry Wolter.

## Produktion
Der Fall Lisa Murnau entstand kurzfristig im Zuständigkeitsbereich des Chefdramaturgen der Abteilung „Gegenwart“, Hauptabteilung „Fernsehkunst“, Hans-Jürgen Faschina. Die Themen der neuen Kriminalfilmreihe beschäftigten sich in ihrer Grundausrichtung mit auch alltagspolitischen Themen der DDR. Der Regisseur der ersten Folge Helmut Krätzig war zuvor bereits Regisseur von Folgen der Kriminalreihe Blaulicht gewesen.
Der Fall Lisa Murnau wurde von 12. April bis 30. Mai 1971 in Wernsdorf und möglicherweise im Bezirk Gera gedreht. Die Kostüme des Films schuf Ruth Karge, die Filmbauten stammen von Christoph Lindemann. Der Film erlebte am 27. Juni 1971 auf DFF 1 seine Fernsehpremiere. Oberleutnant Peter Fuchs und Leutnant Vera Arndt ermittelten in ihrem ersten gemeinsamen Fall. Im Gegensatz zu späteren Folgen siezen sie sich noch. Die Kritik hob die „geschickte… filmische… Gestaltung“ des Films hervor, kritisierte jedoch den „belehrende[n] Zeigefinger“, der den Film hindurch immer wieder erhoben wird.